# 1,4-dichloorbenzeen
1,4-dichloorbenzeen, ook bekend onder de naam para-dichloorbenzeen, is een gechloreerde koolwaterstof, met als brutoformule C6H4Cl2.

## Milieu
1,4-dichloorbenzeen behoort tot de persistente stoffen, wat betekent dat het slecht afbreekbaar is en zich ophoopt in het milieu. Doordat de stof, eenmaal opgelost in water, slecht afbreekbaar is, zijn vooral vissen en andere waterorganismen gevoelig voor de stof. Wanneer de stof in de lucht verdampt, wordt deze sneller afgebroken.

## Toepassingen
Het wordt veel toegepast in moderne mottenballen. Echter, paradichloorbenzeen valt niet onder de Bestrijdingsmiddelenwet en dit betekent dat de werking en de schadelijkheid ervan bij mottenbestrijding niet onafhankelijk zijn onderzocht in het kader van de Bestrijdingsmiddelenwet.
Imkers kunnen het gebruiken bij het bestrijden van de wasmot die de was van de honingraten opeten, en zo funest zijn voor de bijen en honing, maar dit wordt ontraden omdat het sporen achterlaat in de raten en de honing.
Het werd vroeger ook veel toegepast in toiletblokken, maar dit gebeurt tegenwoordig minder.
Met natriumsulfide kan men paradichloorbenzeen polymeriseren tot polyfenyleensulfide, een hoogwaardig technisch polymeer.

## Toxicologie en veiligheid
Inademing van de stof kan duizeligheid, zwakte en bloedarmoede veroorzaken. Op lange termijn kunnen lever- en bloedaandoeningen ontstaan. 